# 946
Cette page concerne l'année 946  du calendrier julien.  Pour le nombre 946, voir 946 (nombre).
L'année 946 est une année commune qui commence un jeudi.

## Événements
- Janvier : l'émir bouyide Mu`izz al-Dawla destitue le calife abbasside Al-Mustakfi pour le remplacer par Al-Muti, plus docile. Al-Muti règne sous la tutelle des Buyides jusqu'en 974.
- 17 mai : début du règne en Ifrikiya d'Ismaïl, calife fatimide à la mort d'Al-Qaim[1] (fin en 953).
- 31 mai : Murakami devient empereur du Japon après l'abdication de son frère Suzaku[2].
- 24 juillet : début de la régence de l’eunuque abyssin Kâfûr en Égypte à la mort d’Ikhshid (fin en 966)[3].
- 15 août[4] : le calife fatimide Ismaïl Al-Mansur écrase les Kharidjites sous les murs de Kairouan. Abu Yazid se réfugie dans les montagnes des Aurès[5].

- Éruption du mont Paektu à la frontière entre la Chine et la Corée[6].

### Europe
- 10 mai : début du pontificat d'Agapet II (fin en 955)[7].
- 26 mai : assassinat du roi d'Angleterre Edmond par un hors-la-loi nommé Léofa. Son frère Eadred lui succède[8].
- 1er juin : le comte Robert de Namur cède la villa de Melin dans le comté de Lomme à l'abbaye de Waulsort[9].
- 2 juin : date traditionnelle de la consécration de la nouvelle cathédrale de Clermont par l'évêque Étienne[10].
- Juin : Louis d'Outremer est libéré. Les grands du royaume lui renouvellent leur hommage. Hugues le Grand obtient Laon pour prix de sa délivrance[11].
- Été : 
  - La reine Gerberge fait appel à son frère Otton Ier de Germanie qui intervient en Francie occidentale avec le roi Conrad de Bourgogne. Ils rejoignent Louis d'Outremer et Arnoul de Flandre. Après une vaine tentative sur Laon, ils prennent Reims après trois jours de siège. L’archevêque Hugues, fils d’Herbert II de Vermandois, est évincé. Le contrôle comtal est remis à l’archevêque Artaud, rétablit. Les alliés menacent ensuite Senlis sans résultat, passent la Seine près de Paris, ravagent le territoire du duc Hugues puis la Normandie jusqu’à Rouen où ils n’entrent pas. L’expédition retourne en Lorraine à l’approche de l’hiver sans qu’aucun affrontement direct avec le duc des Francs n’ait eu lieu[11].
  - Selon la tradition, la coalition est arrêtée sous les murs de Rouen au combat de la Rougemare[12]. Le jeune duc Richard Ier est définitivement reconnu à la tête de la Normandie.
- 16 août : couronnement d'Eadred, roi d'Angleterre[8] (fin de règne en 955). Il cherche avec ses successeurs à vivre en bonne intelligence avec les Danois dans le but d’en faire des sujets.
- 19 septembre : charte de l’empereur Othon Ier qui ratifie la fondation de l'abbaye de Waulsort par le seigneur Eilbert de Florennes sous le nom de Walciodorus[13].
- Décembre[14] : émeute sanglante à Bari[15].

- Olga Prekrasa, épouse d'Igor de Kiev, mate la révolte des Slaves Drevlianes[16].
- Les Vénitiens détruisent Comacchio[17].
- Création de l'évêché de Havelberg[18].
- Mention du château comtal de Niort dans le cartulaire de Saint-Cyprien de Poitiers (946-947)[19].